# Mohamed Hamidi (peintre)
Pour les articles homonymes, voir Mohamed Hamidi et Hamidi.
Mohamed Hamidi, né le 7 août 1941 à Casablanca, est un peintre marocain.

## Biographie
Mohamed Hamidi est l’un des premiers Marocains de l’ère post-coloniale à rejoindre comme élève l’École des beaux-arts de Casablanca. Durant l’année 1959, il complète sa formation artistique à Paris, fréquentant assidûment musées et galeries, visitant ateliers et expositions. Il s’inscrit ensuite dans la même ville à l’École des arts appliqués qu'il quitte au bout de deux années d'apprentissage. En 1962, il rejoint l’École nationale supérieure des beaux-arts de Paris où, en 1964, il obtient le diplôme d’enseignement de l’art monumental. Il devient, dans cette même institution, l’assistant du peintre Jean Aujame dans son atelier de fresque.
En 1969, Hamidi fait partie de l'exposition manifeste à la place Jamaa El Fna à Marrakech avec Mohamed Ataallah, Farid Belkahia, Mohamed Chebaa, et Mohamed Melihi. De 1967 à 1975, Mohamed Hamidi est professeur à l'École des beaux-arts de Casablanca.
Hamidi est membre fondateur de l’Association marocaine des arts plastiques. Il partage son temps entre Azemmour et Casablanca, et effectue de fréquents séjours à Grasse en France.
Depuis 1958, Mohamed Hamidi participe à des expositions individuelles ou collectives, au Maroc et à l’étranger.

## Expositions
Personnelles
- 1962 : galerie des Beaux-arts. Paris
- 1964 : Centre culturel canadien, Paris ; galerie Klein, Cologne
- 1966 : Espace Écureuil, Toulouse ; galerie Max, Berlin
- 1967 : galerie municipale, Casablanca
- 1969 : Centre culturel américain, Rabat
- 1970 : galerie Bab Rouah, Rabat
- 1972 : galerie l’Atelier, Rabat
- 1975 : galerie Nadar, Casablanca
- 1976 : Centre culturel français, Rabat
- 1978 : galerie Bruno Mory-Bonnay, Paris
- 1980 : galerie Café-Théâtre, Casablanca
- 1981 : galerie Bab Rouah, Rabat ; galerie Nadar, Casablanca
- 1983 : Maison de la culture d'Amiens
- 1985 : galerie Alif-Ba, Casablanca
- 1986 : musée des Oudayas, Rabat
- 1988 : festival culturel panafricain, médaille d’honneur, Toulouse
- 1990 : galerie Marsam, Rabat
- 1993 : Maison du Danemark, Paris
- 1994 : galerie al-Manar, Casablanca
- 1996 : Espace Catherine-Levy, Dusseldorf
- 2000 : Espace Catherine Durand, Grasse
- 2005 : chapelle Saint Esprit, Sophia-Antipolis, Valbonne
- 2007 : Cologne, Allemagne
- 2008 : Venise Cadre, Casablanca ; Espace d’art, atelier du lundi, Grasse
- 2011 : La Galerie 38, Casablanca

Collectives
- 1969 : festival culturel panafricain, Alger ; Présence plastique, place Jamâa el Fna, Marrakech
- 1970 : Art érotique, Copenhague
- 1974 : galerie Structure BS, Rabat ; première Biennale arabe, Bagdad ; Peintures maghrébines, Alger
- 1976 : 2e Biennale arabe, Les Oudayas, Rabat
- 1978 : Moussem International, Assilah
- 1979 : exposition pour les martyrs du Sahara, Royal Golf, Casablanca
- 1980 : Art contemporain au Maroc, Fondation Juan Miro, Barcelone
- 1981 : peintures murales à l’hôpital psychiatrique, Berrchid
- 1982 : Peintres architectes, musée des Oudayas, Rabat
- 1984 : Art contemporain, Tunis ; première Biennale internationale du Caire (médaille d’honneur)
- 1987 : Peintres marocains à Cologne ; La peinture marocaine au rendez-vous de l’histoire, Espace Wafa-Bank
- 1992 : Dessins, galerie al-Manar, Casablanca
- 1997 : Hommage aux peintres pédagogues, Espace Actua, B.C.M, Casablanca
- 1999 : 10 peintres marocains, Sharjah Art Museum, Abu Dahbi
- 2000 : Empreintes sur tapis, galerie Marsam ; Peintres en partage, Salon d’automne, Paris
- 2008 : Damas, Syrie